# Base Copacabana

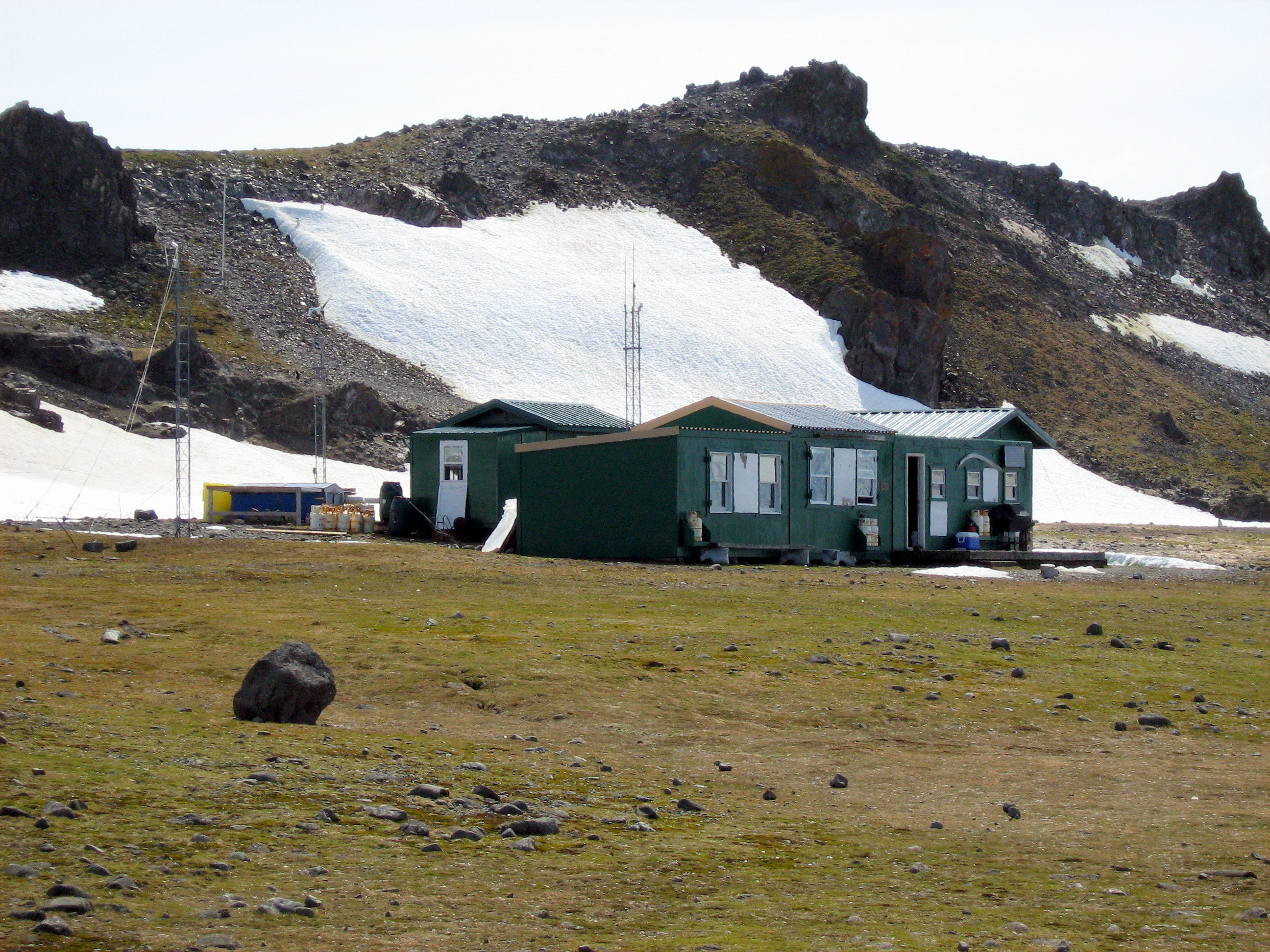
Base Copacabana o Capitán Pieter J. Lenie.

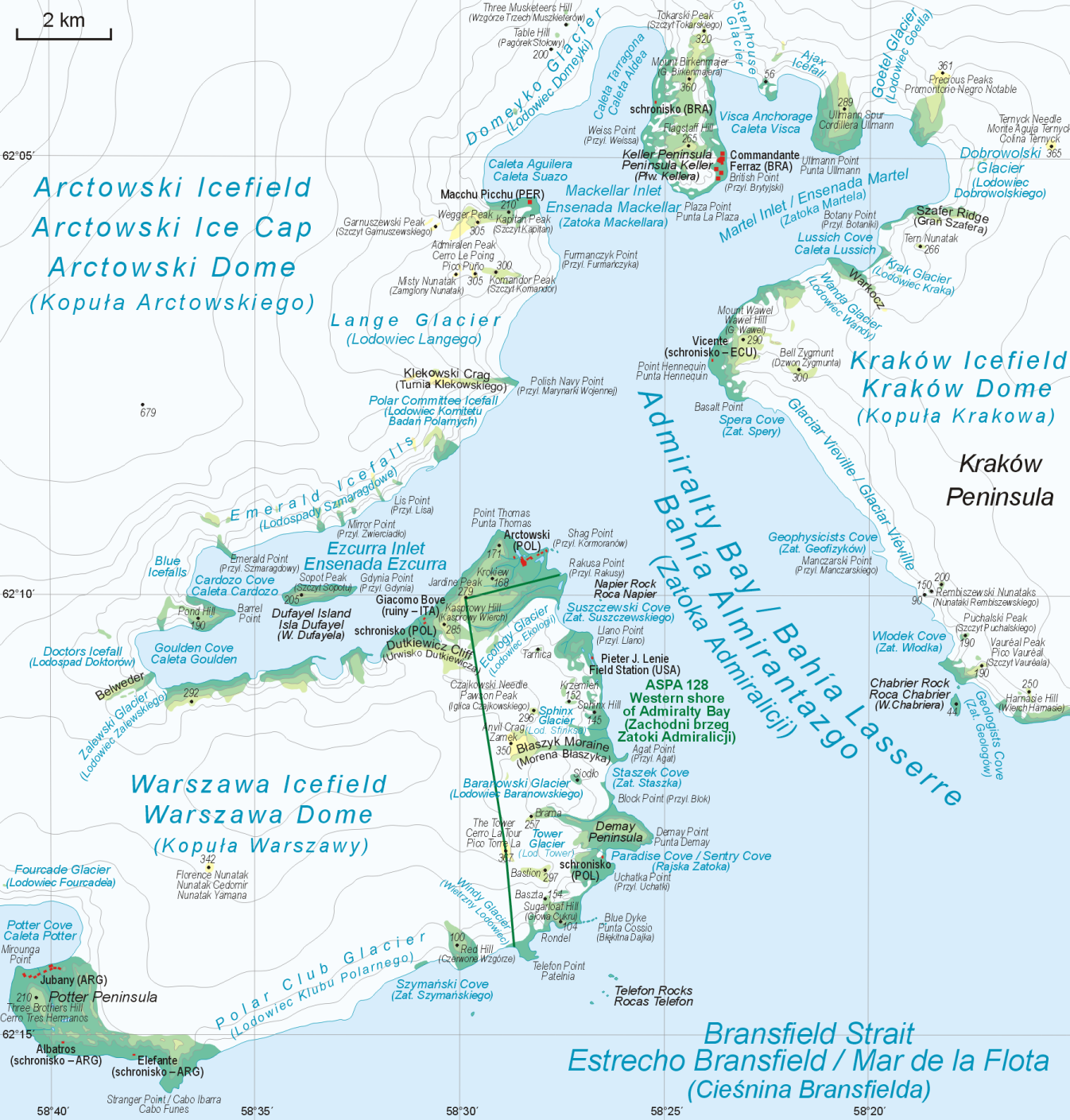
Mapa de la Bahía Almirantazgo. La base aparece arriba del centro con el nombre Pieter J. Lenie

La Base Capitán Pieter J. Lenie, también conocida como Base Copacabana, Base Copa o Campamento Copacabana (en inglés: Copacabana Field Station/Captain Pieter J. Lenie Field Station) es una estación de investigación científica de verano de los Estados Unidos en la Antártida, que opera desde 1985. Está localizada en la playa Copacabana de la bahía Almirantazgo (o Lasserre) de la isla Rey Jorge (o 25 de Mayo) en las Shetland del Sur. A cerca de 2 km al noroeste de esta base se encuentra la Base Henryk Arctowski de Polonia. 
Su nombre formal recuerda al capitán del barco RV Hero, Pieter J. Lenie, que fue el principal barco del Programa Antártico de los Estados Unidos entre 1968 y 1985. El apodo de la base corresponde a la playa en la que se encuentra.
La base consiste de tres pequeños edificios al pie de las colinas Rescuers, cerca de la punta Llano. Cuenta con cuchetas, una habitación que sirve de cocina y sitio de reunión, laboratorios, y letrina. Tiene una capacidad para hasta cinco personas y ha sido ocupado por ornitólogos cada temporada de verano desde que se estableció en 1985. La investigación se centra en el monitoreo de la población de pingüinos.
El sitio en donde se encuentra la base está protegido desde 1966 por el Sistema del Tratado Antártico. Fue el Sitio de Especial Interés Científico SEIC-8 hasta 2002, y desde entonces es la Zona Antártica Especialmente Protegida ZAEP-128 Costa occidental de la bahía Lasserre, isla 25 de Mayo, islas Shetland del Sur bajo el control de Polonia.
En octubre de 1976 los investigadores Wayne Trivelpiece y D. Muller-Schwarze de la Base Palmer establecieron un campamento en punta Thomas (en el lugar en donde un par de meses después fue instalada la Base Henryk Arctowski), para estudiar los pingüinos. En diciembre de 1976 debieron partir anticipadamente del lugar debido a averías del barco RV Hero. En enero de 1985 el campamento fue establecido nuevamente, pero en la playa Copacabana.